# Pteronia foleyi
Pteronia foleyi là một loài thực vật có hoa trong họ Cúc. Loài này được Hutch. & E.Phillips miêu tả khoa học đầu tiên.